# Torre de la Isla de Ses Sargantanes
La torre de la isla de Ses Sargantanes, en menorquín Torre de l'Illa Sargantana o también Torre de l'Illa de Ses Sargantanes y en español Torre de la isla de La Lagartija o Las Lagartijas, es una torre de vigilancia costera en el centro de la bahía de Fornells. perteneciente a la localidad de Fornells, pedanía del municipio menorquín de Mercadal.
Es de forma alargada y apunta su vértice septentrional hacia la entrada de la bahía, dominando su embocadura y la zona de fondeo central, de ahí su importancia geográfica. Fue construida por los británicos durante la ocupación británica de Menorca en el año 1802. Tiene dos alas adosadas, una hacia el norte y la otra hacia el este. No tiene piso intermedio, la torre está bien conservada y es de propiedad privada.
La torre forma un recinto con la batería situada a su pie y anteriormente disponía de tres cañoneras. Es de diseño y distribución distinta a las otras torres inglesas de Menorca, aunque su estructura es la misma: de mortero de piedra y con unas hileras de sillares verticales de refuerzo a soga y tizón en el exterior.

## Acceso
Al estar situada en una isla dentro de la bahía de Fornells, solo se puede acceder a ella por mar.
Dista 250 metros de la Mola de Fornells y unos 700 metros de la localidad de Fornells.

## Cartografía
Hoja n.º 618 de la serie MTN50 del  Insitituto Geográfico Nacional. (Descarga gratuita en formato digital en Centro de descargas del  Centro Nacional de Información Geográfica)
«Centro de descargas del Centro Nacional de Información Geográfica» (en español, inglés y francés).